# 亀川町
亀川町（かめがわまち）は、大分県速見郡にあった町。現在の別府市の一部にあたる。

## 地理
柴石川の下流左岸に位置していた。
- 海洋：別府湾[2]
- 山岳：神輿（御越）山[1]

## 歴史
- 1889年（明治22年）4月1日、町村制の施行により、速見郡亀川村、内竈村、野田村が合併して村制施行し、御越村（おこしむら）が発足[1][3]。旧村名を継承した亀川、内竈、野田の3大字を編成[1]。
- 1901年（明治34年）10月15日、町制施行し御越町となる[3]。
- 1925年（大正14年）1月1日、御越町が亀川町に名称変更[2][4]。
- 1935年（昭和10年）9月4日、別府市に編入され廃止[2][4]。

### 地名の由来
- 御越  - 大字内竈に所在する神輿（御越）山にちなむ[1]。
- 亀川 - 承和年間に当地で発見された白亀を朝廷に献じたという白亀伝説による[2]。

## 産業
- 農業、七島藺、温泉[1][2]

## 交通

### 鉄道
- 1911年（明治44年）国有鉄道大分線（現日豊本線）が別府まで開通し亀川駅開設[1]
- 1930年（昭和5年）海岸部を亀川（新川）まで電車軌道（別府大分電鉄、後の大分交通別大線）が延長し大分と結ばれた[2]。

## 観光地
- 亀川温泉[2]（別府温泉）